# Цисянь (Хэби)
Цисянь (кит. упр. 淇县, пиньинь Qí xiàn) — уезд городского округа Хэби провинции Хэнань (КНР).

## История
В эпоху Шан-Инь в этих местах в Чжаогэ находилась последняя столица страны. После того, как шанцы были свергнуты чжоусцами, в эпоху Вёсен и Осеней в этих местах разместилась столица царства Вэй.
При империи Западная Хань на этих землях были основаны уезд Чжаогэ (朝歌县). Во времена диктатуры Ван Мана он был переименован в Ягэ (雅歌县), но при империи Восточная Хань им получил прежнее название. При империи Северная Вэй северо-западная часть уезда Чжаогэ была выделена в уезд Линьци (临淇县). При империи Восточная Вэй северная часть уезда Чжаогэ была выделена в уезд Вэйдэ (魏德县). При империи Суй в 606 году уезды Линьци и Чжаогэ были объединены в уезд Вэйсянь (卫县). После монгольского завоевания в 1255 году была создана область Цичжоу (淇州), власти которой разместились в уезде Вэйсянь; сам уезд Вэйсянь был расформирован, а вместо него был создан уезд Линьци. В 1266 году был расформирован и уезд Линьци, а эти земли перешли под непосредственное управление властей области Цичжоу. При империи Мин в 1368 году область была понижена в статусе до уезда — так появился уезд Цисянь.
После победы в гражданской войне коммунистами была в августе 1949 года создана провинция Пинъюань, и уезд вошёл в состав созданного одновременно Специального района Аньян (安阳专区) провинции Пинъюань. 30 ноября 1952 года провинция Пинъюань была расформирована, и Специальный район Аньян перешёл в состав провинции Хэнань. В 1954 году уезд Цисянь был присоединён к уезду Танъинь. В 1958 году Специальный район Аньян был присоединён к Специальному району Синьсян (新乡专区), однако в 1961 году был воссоздан, и восстановленный уезд Цисянь вошёл в его состав. В 1968 году Специальный район Аньян был переименован в Округ Аньян (安阳地区). В 1983 году округ Аньян и город Аньян были расформированы, и был создан городской округ Аньян. В 1986 году из городского округа Аньян был выделен городской округ Хэби, и уезд вошёл в его состав.

## Административное деление
Уезд делится на 4 уличных комитета, 4 посёлка и 1 волость.